# Roger Gaúcho
Roger Gaúcho (nacido el 30 de marzo de 1986) es un futbolista brasileño que se desempeña como centrocampista.
Jugó para clubes como el Internacional, São Caetano, Oeste, Santos, Ponte Preta, Albirex Niigata, Criciúma y CRB.

## Trayectoria

### Clubes
| Club            | País   | Año         |
| --------------- | ------ | ----------- |
| Internacional   | Brasil | 2007 - 2008 |
| Náutico         | Brasil | 2008        |
| Porto Alegre    | Brasil | 2008        |
| Mirassol        | Brasil | 2009        |
| São Caetano     | Brasil | 2009 - 2013 |
| Oeste           | Brasil | 2011        |
| Santos          | Brasil | 2011        |
| Oeste           | Brasil | 2012        |
| Grêmio Barueri  | Brasil | 2012        |
| Mogi Mirim      | Brasil | 2013        |
| Ponte Preta     | Brasil | 2013        |
| Albirex Niigata | Japón  | 2013 - 2014 |
| Oeste           | Brasil | 2014 - 2015 |
| Criciúma        | Brasil | 2014        |
| Campinense      | Brasil | 2016 - 2017 |
| CRB             | Brasil | 2016        |
| Treze           | Brasil | 2017        |
| Botafogo        | Brasil | 2017        |
| Altos           | Brasil | 2018        |